# Peine de mort en Mongolie
La peine de mort en Mongolie n'est plus appliquée depuis 2008 et est abolie en juillet 2017.

## Chronologie
Selon l'ancienne législation héritée de la période soviétique, les exécutions, pratiquées pour punir des crimes ordinaires, étaient considérées comme un secret d'État. Huit crimes étaient passibles de la peine capitale, dont la trahison, l'espionnage, le viol dans certaines conditions et le meurtre prémédité. Les condamnés, qui ne pouvaient être ni des femmes, ni des hommes de moins de 18 ans ou de plus de 60 ans, étaient tués d'une balle derrière la tête. Leurs familles n’étaient pas averties de la date de l’exécution ni du lieu où était enterré le corps du condamné.
En 2010, le président mongol Tsakhiagiyn Elbegdorj annonce un moratoire sur les exécutions.
En décembre 2015, le Parlement adopte un nouveau code pénal qui exclut les exécutions, puis en juin 2017 le gouvernement adopte une loi qui abolit la peine de mort dès le 1er juillet 2017. Le nouveau texte de loi inclut aussi une définition de la torture qui selon Amnesty International « reflète globalement celle exposée dans la convention contre la torture et autres peines ou traitements cruels, inhumains ou dégradants ».